# Dwars door België 1959
La Dwars door België 1959, quindicesima edizione della corsa, si svolse dal 21 al 22 marzo su un percorso di 444 km ripartiti in 2 tappe, con partenza ed arrivo a Waregem. Fu vinta dal belga Roger Baens della squadra Peugeot-BP-Dunlop davanti ai connazionali Louis Proost e Briek Schotte.

## Tappe
| Tappa  | Data     | Percorso        | km  | Vincitore di tappa | Leader cl. generale |
| ------ | -------- | --------------- | --- | ------------------ | ------------------- |
| 1ª     | 21 marzo | Waregem > Ciney | 217 | Roger Baens        |                     |
| 2ª     | 22 marzo | Ciney > Waregem | 227 | Julien Schepens    | Roger Baens         |
| Totale | Totale   | Totale          | 444 |                    |                     |

## Dettagli delle tappe

### 1ª tappa
- 21 marzo: Waregem > Ciney – 217 km

| Pos. | Corridore     | Squadra  | Tempo    |
| ---- | ------------- | -------- | -------- |
| 1    | Roger Baens   | Peugeot  | 5h42'35" |
| 2    | Louis Proost  | Carpano  | s.t.     |
| 3    | Briek Schotte | Flandria | s.t.     |

| Pos. | Corridore | Squadra | Tempo |
| ---- | --------- | ------- | ----- |

### 2ª tappa
- 22 marzo: Ciney > Waregem – 227 km

| Pos. | Corridore       | Squadra | Tempo    |
| ---- | --------------- | ------- | -------- |
| 1    | Julien Schepens | Carpano | 5h57'20" |
| 2    | André Noyelle   | Bertin  | s.t.     |
| 3    | Leopold Rosseel | Bertin  | s.t.     |

| Pos. | Corridore     | Squadra  | Tempo     |
| ---- | ------------- | -------- | --------- |
| 1    | Roger Baens   | Peugeot  | 11h39'52" |
| 2    | Louis Proost  | Carpano  | s.t.      |
| 3    | Briek Schotte | Flandria | s.t.      |

## Classifiche finali

### Classifica generale
| Pos. | Corridore             | Squadra                  | Tempo     |
| ---- | --------------------- | ------------------------ | --------- |
| 1    | Roger Baens           | Peugeot-BP-Dunlop        | 11h39'52" |
| 2    | Louis Proost          | Carpano                  | s.t.      |
| 3    | Briek Schotte         | Flandria-Dr. Mann        | s.t.      |
| 4    | Richard Van Genechten | Peugeot-BP-Dunlop        | a 41"     |
| 5    | Julien Schepens       | Carpano                  | a 42"     |
| 6    | Leopold Rosseel       | Bertin-Milremo-The Dura  | s.t.      |
| 7    | Gabriel Borra         | Carpano                  | s.t.      |
| 8    | Jos Bosmans           | Groene Leeuw-Sinalco-SAS | s.t.      |
| 9    | Norbert Van Tieghem   | Flandria-Dr. Mann        | s.t.      |
| 10   | Lucien De Munster     | Flandria-Dr. Mann        | s.t.      |